# Sirens (serie televisiva 2014)
Sirens è una serie televisiva statunitense del 2014.

## Episodi
| Stagione         | Episodi | Prima TV USA | Prima TV Italia |
| ---------------- | ------- | ------------ | --------------- |
| Prima stagione   | 10      | 2014         | inedita         |
| Seconda stagione | 13      | 2015         | inedita         |

## Produzione
La serie televisiva, di genere sitcom, è basata sull'omonimo telefilm del 2011. La serie del 2014 è ideata e sviluppata da Bob Fisher e Denis Leary. L'attore protagonista è Michael Mosley.
La serie è stata girata a Chicago ed è prodotta dalla Fox 21 Television Studios.

## Distribuzione
La prima stagione, composta da 10 episodi, è stata trasmessa in prima visione dal 6 marzo 2014 al 1º maggio 2014 sulla rete televisiva USA Network.
La seconda stagione, composta da 13 episodi, è stata trasmessa in prima visione dal 27 gennaio 2015 al 14 aprile 2015 sulla stessa rete televisiva via cavo.